# Petar Zanev
Petar Zanev (Blagoevgrad, Bulgaria, 18 de octubre de 1985) es un exfutbolista búlgaro que jugaba de defensa.

## Trayectoria
Tras jugar en Bulgaria desde el año 2002, en equipos como el PFC Pirin o el Litex Lovech, el 19 de junio de 2007 comenzó su etapa en el fútbol español al convertirse en el primer fichaje del Celta de Vigo, dos días después del descenso a segunda división del equipo celeste. Su fichaje, en calidad de cedido por el Litex Lovech, fue avalado por el entonces entrenador del Celta, Hristo Stoichkov, que ya lo había hecho debutar en la selección de fútbol de Bulgaria.
Sin embargo, el bajo rendimiento en los tres partidos que disputó, y la destitución de Hristo Stoichkov como técnico celeste, hicieron que el club le buscara una salida en el mercado de invierno. Así, el 9 de enero de 2008 fichó por el Racing de Ferrol en calidad de cedido hasta final de temporada.

## Selección nacional
Fue internacional con la selección de fútbol de Bulgaria 46 veces.

## Clubes
| Club                         | País     | Año       |
| ---------------------------- | -------- | --------- |
| P. F. C. Pirin Blagoevgrad   | Bulgaria | 2002-2005 |
| Litex Lovech                 | Bulgaria | 2005-2012 |
| R. C. Celta de Vigo (cedido) | España   | 2007      |
| Racing de Ferrol (cedido)    | España   | 2008      |
| Volyn Lutsk                  | Ucrania  | 2012-2013 |
| F. C. Amkar Perm             | Rusia    | 2013-2018 |
| F. C. Yenisey Krasnoyarsk    | Rusia    | 2018-2019 |
| P. F. C. CSKA Sofía          | Bulgaria | 2019-2021 |
| F. C. Pirin Blagoevgrad      | Bulgaria | 2021-2022 |

## Palmarés

### Títulos nacionales
| Título                | Club                | País     | Año  |
| --------------------- | ------------------- | -------- | ---- |
| Copa de Bulgaria      | Litex Lovech        | Bulgaria | 2009 |
| A PFG                 | Litex Lovech        | Bulgaria | 2010 |
| Supercopa de Bulgaria | Litex Lovech        | Bulgaria | 2010 |
| A PFG                 | Litex Lovech        | Bulgaria | 2011 |
| Copa de Bulgaria      | P. F. C. CSKA Sofía | Bulgaria | 2021 |